# Allibaudières
Allibaudières é uma comuna francesa na região administrativa de Grande Leste, no departamento de Aube. Estende-se por uma área de 24,13 km². Em 2010 a comuna tinha 209 habitantes (densidade: 8,7 hab./km²).